# Verhalten (Psychologie)
Unter Verhalten versteht man in der Psychologie beobachtbares Tun und Reagieren von Menschen und Tieren. 

## Allgemeines
Auch bestimmte physiologische Reaktionen werden als Verhalten aufgefasst (z. B. Schwitzen), dieses wird jedoch von Reflexen unterschieden. Gelegentlich zählen Aspekte des Erlebens (z. B. kognitive Vorgänge) ebenfalls als Verhalten. Der Begriff Verhalten wird in der Psychologie uneinheitlich verwendet. Prägend für das Verständnis von Verhalten war der Behaviorismus. Im Neobehaviorismus ist entscheidend, dass es sich um zielgerichtete, wiederkehrende Vorgänge handelt, die sich nach dem Reiz-Organismus-Reaktions-Modell erklären lassen.

## Definitionen in Lehrbüchern, Wörterbüchern und Enzyklopädien
Friedrich Dorschs Psychologisches Wörterbuch definiert das Verhalten als „jede physische Aktivität eines lebenden Organismus, die (im [Gegensatz] zu psychischen Abläufen) grundsätzlich von anderen Beobachtern (d. h. ‚objektiv‘) feststellbar ist“. Allerdings werden auch „Erlebnisprozesse (Denken, Wollen usw.) heute oft als V[erhalten] bezeichnet“.
Das Lexikon der Psychologie zählt zum Verhalten u. a. die wahrnehmbare und messbare Aktivität eines Organismus, aber auch alle beobachtbare und nicht-beobachtbare Aktivität eines Individuums oder einer Gruppe. Letztlich verweisen die Autoren darauf, dass der Begriff des Verhaltens in den verschiedenen Teildisziplinen der Psychologie unterschiedlich verwendet wird.
„Verhalten sind Reaktionen, die mehr oder weniger reizspezifisch auftreten“.

## Im Behaviorismus
Im Behaviorismus wird das Verhalten als Untersuchungsgegenstand der eigener Geltung betrachtet.
Für John B. Watson war das Verhalten entweder explizit oder implizit. Explizites Verhalten war offenes Verhalten, dass entweder unmittelbar oder mit zeitlicher Verzögerung nach einem Reiz auftrat. Das implizite Verhalten war verdeckt und füllte die zeitliche Lücke zwischen dem Reiz und dem Verhalten, wenn dieses nicht gleich nach dem Reiz auftrat. Das Denken galt Watson als das prototypische implizite Verhalten. Verhalten war für Watson eine Veränderung, die auf einen bestimmten Reiz folgte. Das heißt, Verhalten galt ihm als eine Art Interaktion des Organismus mit der Umwelt. Daher waren auch körperliche Vorgänge wie die Ausschüttung von Hormonen usw. ein legitimer Gegenstand seiner Form von Verhaltenswissenschaft: Sie galten ihm als Reize, auf die der Organismus reagierte.
B. F. Skinner definierte Verhalten 1938 als das, was ein Organismus tut, sofern es einen Bezug zu seiner Umwelt hat. Jedoch waren mit Verhalten hier zunächst nur äußerlich sichtbare Bewegungen gemeint. Später betrachtete Skinner explizit auch verdeckte, d. h. von außen nicht sichtbare Aktivitäten (wie etwa das Denken) als Verhalten. Der von ihm begründete Radikale Behaviorismus heißt gerade deshalb „radikal“, weil er alles, was ein Mensch tut, als Verhalten ansieht.
Eine Aktivität wird dann zum Verhalten, wenn sie in einer regelhaften Beziehung zu Umweltereignissen stattfindet. Der Herzschlag eines Menschen gilt etwa nur dann als Verhalten, wenn er sich aufgrund von Umweltereignissen verändert (z. B. nach einem lauten Knall). Verhalten ist somit eine relationale Eigenschaft einer Aktivität, keine intrinsische, vergleichbar der Eigenschaft eines Mannes, ein Ehemann zu sein (dies kann ein Mann nur in Relation zu einer anderen Person, seiner Ehefrau, sein), oder der eines Himmelskörpers, ein Planet zu sein (ein Himmelskörper ist nur dann ein Planet, wenn er, unter anderem, um einen Stern kreist).
Verhalten ist eine Aktivität, die vom Organismus ausgeht, sie ist zielgerichtet. Wenn eine Person umfällt, weil sie geschubst wird, so gilt diese Bewegung nicht als Verhalten. Verhalten ist insofern zielgerichtet, als es eine Funktion in Bezug auf die Umwelt des Organismus erfüllt.
Einige Autoren sehen in der Betrachtungsweise des Behaviorismus ein bestimmtes Menschenbild, das sich am Unterschied zum Begriff des Handelns erkennen lasse.

## Klassifikationen von Verhalten

### Offen, subtil, verdeckt
Offenes und verdecktes Verhalten wird nach dem Grad seiner Beobachtbarkeit beschrieben. Offenes Verhalten ist leicht von außen beobachtbares Verhalten (z. B. Körperbewegungen), verdecktes Verhalten ist Verhalten, das eine Person nur an sich selbst „beobachten“ kann (z. B. Denken). Dabei handelt es sich um einen dimensionalen, keinen kategorialen Unterschied: Verhalten ist mehr oder weniger offen oder verdeckt. Gelegentlich wird auch subtiles Verhalten erwähnt, Verhalten, das nur schwer von außen beobachtbar ist (z. B. die Augenbewegungen beim Lesen eines Textes). Auch enthalten viele Verhaltensweisen sowohl offene als auch verdeckte Anteile.

### Respondent und operant
Mit respondentem Verhalten bezeichnet Skinner ein Verhalten, das von vorausgehenden Umweltereignissen ausgelöst wird (z. B. einen Reflex). Operantes Verhalten wird dagegen von seinen Konsequenzen geformt: Ob es auftritt oder nicht, liegt v. a. daran, welche Konsequenzen dieses Verhalten in der Vergangenheit in ähnlichen Situationen hatte. Operantes Verhalten wird gezeigt, nicht ausgelöst, d. h., es kann in bestimmten Situationen mit einer bestimmten Wahrscheinlichkeit auftreten, die Situation erzwingt aber nicht das Auftreten des Verhaltens.

### Regelgeleitet und kontingenzgeformt
Skinner unterschied Verhalten, das von seinen unmittelbaren Konsequenzen geformt wird, als kontingenzgeformtes Verhalten vom regelgeleiteten Verhalten, das auftritt, weil die Person einer bestimmten Regel folgt. Beispielsweise ist die Orientierung in einer fremden Stadt anhand der Anweisungen eines Navigationssystems ein regelgeleitetes Verhalten. Die Person setzt die „Regeln“ des Navigationssystems um, ohne dass dieses Verhalten bereits durch Konsequenzen geformt worden wäre. Allerdings hat die Person zuvor durch Konsequenzen erfahren, dass das Befolgen von Regeln (wie den Regeln des Navigationssystems) zu erwünschten Ergebnissen (am Ziel anzukommen) führt. Hält sich die Person länger in einer Stadt auf, wird aus dem regelgeleiteten Verhalten ein kontingenzgeformtes: Die Person „weiß einfach“, wie sie laufen muss, die unmittelbaren Folgen des Verhaltens (z. B. an einer bestimmten Kreuzung abzubiegen) formen das Verhalten unmittelbar. Ebenso unterscheidet sich das Verhalten eines ungeübten Billardspielers (der Regeln wie „Einfallswinkel gleich Ausfallswinkel“ befolgt) vom Verhalten des geübten Billardspielers (der „nach Gefühl“ spielt).

### Verhalten und Handeln
Gelegentlich wird das Verhalten vom Handeln unterschieden. Handeln ist dabei ein Verhalten, dem ein Entwurf vorausgeht, ein motiviertes, geplantes, willkürlich gesteuertes Verhalten.

### Manifestationsebenen des Verhaltens
Verhalten kann auch kategorial nach seinen Manifestationsebenen unterschieden werden. Verhalten manifestiert sich demnach auf motorischer Ebene (die Person tut etwas, das von außen beobachtet werden kann), auf kognitiver Ebene (die Person denkt etwas dabei), auf emotionaler Ebene (sie empfindet etwas) und auf physiologischer Ebene (das Verhalten geht mit physiologischen Veränderungen einher).